# Кофод Андерсен, Магнус
Ма́гнус Ко́фод А́ндерсен (дат. Magnus Kofod Andersen; родился 10 мая 1999 года, Хуннестед, Дания) — датский футболист, полузащитник пражской «Спарты».

## Клубная карьера
Андерсен — воспитанник клуба «Норшелланн». 17 июля 2017 года в матче против «Оденсе» он дебютировал в датской Суперлиге. 29 мая 2020 года в поединке против «Силькеборга» Магнус забил свой первый гол за «Норшелланн».

## Международная карьера
В 2019 году в составе молодёжной сборной Дании Андерсен принял участие в молодёжном чемпионате Европы в Италии. На турнире он сыграл в матчах против команд Германии и Сербии.
В 2021 году Дрейер в составе молодёжной сборной Дании принял участие в молодёжном чемпионате Европы в Венгрии и Словении. На турнире он сыграл в матчах против Франции, Исландии, Германии и России. В поединках против французов и россиян Андерс забил по голу.